# Encephalartos manikensis
Encephalartos manikensis là một loài thực vật hạt trần trong họ Zamiaceae. Loài này được (Gilliland) Gilliland mô tả khoa học đầu tiên năm 1939.